# Liste der Monuments historiques in Maîche
Die Liste der Monuments historiques in Maîche führt die Monuments historiques in der französischen Gemeinde Maîche auf.

## Liste der Immobilien
| Bezeichnung             | Beschreibung                                                             | Standort                        | Kennzeichnung | Schutzstatus | Datum | Bild           |
| ----------------------- | ------------------------------------------------------------------------ | ------------------------------- | ------------- | ------------ | ----- | -------------- |
| Château de Montalembert | Schloss, 1524 erbaut, im 18. Jahrhundert umgestaltet; mit der Parkanlage | Place de l’Église (Lage)        | PA00101664    | Inscrit      | 1950  | weitere Bilder |
| Kirche St-Pierre        | von 1753 bis 1760 erbaut                                                 | Place de l’Église (Lage)        | PA00101665    | Classé       | 1990  | weitere Bilder |
| Hôtel de Granvelle      | Hôtel particulier, 18. Jahrhundert; mit Teilen der Innenausstattung      | 6 rue du Petit-Granvelle (Lage) | PA00101666    | Inscrit      | 1947  | weitere Bilder |

## Liste der Objekte
| Bezeichnung                                   | Beschreibung | Standort                       | Kennzeichnung | Schutzstatus | Datum | Bild |
| --------------------------------------------- | --- | ------------------------------ | ------------- | ------------ | ----- | ---- |
| Prozessionskreuz                              | Kupfer, Kristallglas, 18. Jahrhundert | in der Kirche St-Pierre (Lage) | PM25000895    | Classé       | 1928  |      |
| Kanzel                                        | Holz, 18. Jahrhundert | in der Kirche St-Pierre (Lage) | PM25000896    | Classé       | 1928  |      |
| Chorgestühl und Wandvertäfelung               | Holz, Ende des 18. Jahrhunderts | in der Kirche St-Pierre (Lage) | PM25000899    | Classé       | 1985  |      |
| Michaelsaltar                                 | rechter Seitenaltar; Altartisch; Holz, farbig gefasst und vergoldet, Ende des 18. Jahrhunderts; zugehörig PM25000901                      | in der Kirche St-Pierre (Lage) | PM25000900    | Classé       | 1985  |      |
| Retabel                                       | Holz, farbig gefasst und vergoldet, Ende des 18. Jahrhunderts; zugehörig PM25000902                                                       | in der Kirche St-Pierre (Lage) | PM25000901    | Classé       | 1985  |      |
| Skulptur Erzengel Michael                     | Holz, farbig gefasst und vergoldet, Ende des 18. Jahrhunderts                                                                             | in der Kirche St-Pierre (Lage) | PM25000902    | Classé       | 1985  |      |
| Modestusaltar                                 | linker Seitenaltar; Altartisch; Holz, farbig gefasst und vergoldet, Ende des 18. Jahrhunderts; zugehörig PM25000904                       | in der Kirche St-Pierre (Lage) | PM25000903    | Classé       | 1985  |      |
| Retabel                                       | Holz, farbig gefasst und vergoldet, Ende des 18. Jahrhunderts; zugehörig PM25000905                                                       | in der Kirche St-Pierre (Lage) | PM25000904    | Classé       | 1985  |      |
| Skulptur Heiliger Modestus (?)                | Holz, farbig gefasst und vergoldet, Ende des 18. Jahrhunderts                                                                             | in der Kirche St-Pierre (Lage) | PM25000905    | Classé       | 1985  |      |
| Zwei Beichtstühle                             | Holz, Ende des 18. Jahrhunderts | in der Kirche St-Pierre (Lage) | PM25000906    | Classé       | 1985  |      |
| Monstranz                                     | Silber, gemarkt 1733, Goldschmied Jean-Baptiste Charmet                                                                                   | in der Kirche St-Pierre (Lage) | PM25000909    | Classé       | 1979  |      |
| Krankenziborium                               | Silber, um 1740, Goldschmied Gabriel Antoine                                                                                              | in der Kirche St-Pierre (Lage) | PM25000910    | Classé       | 1979  |      |
| Ziborium                                      | Silber, vergoldet, gemarkt 1783, Goldschmied Pierre-Ignace-Joachim Thiébaud                                                               | in der Kirche St-Pierre (Lage) | PM25000911    | Classé       | 1979  |      |
| Gemälde Die Marter der heiligen Märtyrer      | Ölfarbe auf Leinwand, bezeichnet 1689 | in der Kirche St-Pierre (Lage) | PM25000916    | Classé       | 1981  |      |
| Hauptaltar                                    | Tabernakel, Exposition, Retabel, Altarausstattung und zwei Skulpturen; Stein, Stuck, Holz, teilweise vergoldet, Ende des 18. Jahrhunderts | in der Kirche St-Pierre (Lage) | PM25001703    | Classé       | 1962  |      |
| Taufbecken und -retabel                       | Stein, Holz, Ende des 18. Jahrhunderts | in der Kirche St-Pierre (Lage) | PM25002211    | Inscrit      | 1984  |      |
| Kelch und Patene                              | Silber, vergoldet, gemarkt 1730, Goldschmied Jean-Baptiste Perrenot                                                                       | in der Kirche St-Pierre (Lage) | PM25000913    | Classé       | 1979  |      |
| Kelch und Patene                              | Silber, vergoldet, gemarkt 1663, Goldschmied Balthazar Chenevière                                                                         | in der Kirche St-Pierre (Lage) | PM25000914    | Classé       | 1979  |      |
| Kelch und Patene                              | Silber, vergoldet, gemarkt 1694, Goldschmied Jean-Baptiste Charmet                                                                        | in der Kirche St-Pierre (Lage) | PM25000915    | Classé       | 1979  |      |
| Gedenktafel an die Opfer der Terrorherrschaft | Marmor, bezeichnet 1848 | in der Kirche St-Pierre (Lage) | PM25000897    | Classé       | 1928  |      |
| Orgel                                         | Haupteintrag für PM25000898 | in der Kirche St-Pierre (Lage) | PM25002511    | Classé       | 1985  |      |
| Orgelprospekt                                 | 1779 gebaut | in der Kirche St-Pierre (Lage) | PM25000898    | Classé       | 1985  |      |